# Cylindroiulus cantonii
Cylindroiulus cantonii är en mångfotingart som först beskrevs av Henri W. Brölemann 1892.  Cylindroiulus cantonii ingår i släktet Cylindroiulus och familjen kejsardubbelfotingar. Inga underarter finns listade i Catalogue of Life.